# Romain Cardis
Romain Cardis (Melun, Sena i Marne, 12 d'agost de 1992) és un ciclista francès, professional des del 2016. Actualment corre a l'equip Saint Michel-Auber 93. En el seu palmarès destaca la París-Troyes de 2021.

## Palmarès en ruta
- 2010
  - 1r al Tour des Mauges
- 2011
  - 1r al Gran Premi de la Saint-Laurent sub-23
- 2012
  - Vencedor d'una etapa al Tour des Deux-Sèvres
- 2013
  - 1r al Circuit des deux provinces
  - Vencedor d'una etapa al Tour d'Eure-et-Loir
- 2014
  - 1r als Boucles de la Loire
  - 1r al Tour de Seine-Maritime
- 2015
  - 1r al Tour de Loir i Cher i vencedor de 2 etapes
  - 1r al Trophée des Champions
  - 1r al Tour d'Eure-et-Loir
  - 1r al Circuit des deux provinces
  - 1r a la Clàssica Champagne-Ardenne
- 2018
  - Vencedor d'una etapa al Tour de Valònia
- 2021
  - 1r a la París-Troyes

### Resultats a la Volta a Espanya
- 2016. 148è de la classificació general

## Palmarès en pista
- 2013
  -  Campió de França en Persecució per equips (amb Julien Morice, Maxime Piveteau i Thomas Boudat)